# San Pedro del Romeral
San Pedro del Romeral è un comune spagnolo di 548 abitanti situato nella comunità autonoma della Cantabria, comarca di Valles Pasiegos.
Questo comune montano nella zona alta della Cordigliera Cantabrica, è caratterizzato da vaste praterie in forte pendenza e da alcune modeste cime come il Coto Alsas all'altitudine di 1022 metri, il Castro Valvuera di 1707 e il Coteru de Erria di 1500 metri.
Il comune è composto da 10 piccoli centri abitati fra i quali il più popoloso, con 175 abitanti, è San Pedro del Romeral che dà il nome al municipio, ed è posto all'altitudine di 840 metri s.l.m. e dista 65 km dalla capitale della Cantabria Santander.
Come molti altri piccoli comuni della Cantabria denuncia un continuo calo demografico nel corso XX secolo passando da un numero di abitanti superiore al migliaio nel 1900 ai 548 abitanti del 2008. Le cause sono la forte emigrazione di giovani registrata nel secolo scorso e il conseguente invecchiamento della popolazione che, secondo una statistica comunale, vede la percentuale di giovani con età fino 15 anni pari all'11,3% e quella delle persone di età superiore ai 64 anni al 23,6%.

## Storia
Non si hanno testimonianze archeologiche intorno alla presenza umana nel territorio municipale nella preistoria e le prime citazioni documentali dei centri costituenti l'attuale comune risalgono ai secoli XI e XII e precisamente nel 1011 compare in un atto il riferimento ad una donazione che il conte di Castiglia Sancho Garcés e sua moglie Urraca fanno al monastero di San Salvador de Oña. Le suddette località facevano parte della Merindad de las Asturias de Santillana e della Castilla la Vieja.
Nel 1396 Enrico III di Castiglia concesse ad Espinosa de los Monteros il privilegio di poter pascolare il suo bestiame in queste terre, concessione rinnovata alla metà del XVIII secolo e ciò ebbe importanza per lo sviluppo di questa zona che fu inclusa nella provincia di Burgos e alla fine del XVIII secolo nella provincia di Cantabria creata nel 1779. In questa data fu compresa nel distretto giudiziario (partido judicial) di Villacarriedo, poi in quello di Santander, e infine in quello di Medio Cudeyo nel 1992.

## Economia
L'economia locale, ancora oggi come nel passato, trae i suoi mezzi dall'agricoltura e soprattutto dall'allevavamento del bestiame vaccino da latte di tipo semitransumante detto pasiego che si pratica in questo e altri due comuni vicini detti le Tres Valles pasiegas. Circa la metà della popolazione attiva del municipio si dedica infatti a questa attività.

## Monumenti e luoghi d'interesse
Sono da citare la chiesa di San Pedro nella località di San Pedro del Rameral e la Ermita del Rosario a Bustiyerro, entrambe del XVIII secolo.
Caratteristiche sono le Cabañas de ganaderas, che punteggiano il paesaggio delle praterie; sono costruzioni in pietra a pianta rettangolare con tetto in lastre dure di pietra che servono come alloggio ai pastori e di ricovero al bestiame quando è necessario.

## Feste
Il 29 giugno San Pedro Apostol a san Pedro del Romeral dove si svolge anche la festa dei Santos Martires (Cheledonio ed Emeterio) il 30 agosto. Un'altra festa si celebra anche nella località di Aldano il 30 ottobre.